# مصطفى كارايول
مصطفى كارايول (بالإنجليزية: Mustapha Carayol) (4 سبتمبر 1988 ببانجول في غامبيا - ) هو لاعب كرة قدم غامبي في مركز wide midfielder ‏. شارك مع منتخب غامبيا لكرة القدم. أما مع النوادي، فقد لعب مع برايتون أند هوف ألبيون وليدز يونايتد وميلتون كينز دونز ونادي ميدلزبره وهدرسفيلد تاون ونادي كيترينغ تاون ولينكولن سيتي أف سي ونادي كرولي تاون ونادي توركي يونايتد ونادي بريستول روفيرز.

## وصلات خارجية
- مصطفى كارايول على موقع اتحاد تركيا (لاعب) (الإنجليزية)
- مصطفى كارايول على موقع قاعدة بيانات كرة القدم.إي يو (الإنجليزية)
- مصطفى كارايول على موقع ناشيونال فوتبول تيمز (الإنجليزية)
- مصطفى كارايول على موقع Soccerbase.com (لاعب) (الإنجليزية)
- مصطفى كارايول على موقع Soccerway.com (الإنجليزية)
- مصطفى كارايول على موقع عالم كرة القدم.نت (الإنجليزية)
- مصطفى كارايول على موقع AS.com (الإسبانية)